# Dimetilsolfossido
Il dimetilsolfossido (DMSO), noto anche come metilsolfossido o sulfinilbis(metano), è un composto chimico di formula C2H6OS che in condizioni standard si presenta come un liquido incolore essenzialmente inodore, dal sapore leggermente amaro con retrogusto dolce.

## Storia
Il dimetilsofossido è stato scoperto nel 1867, tuttavia non venne utilizzato commercialmente fino al termine della seconda guerra mondiale.

## Caratteristiche strutturali e fisiche
È un composto organico volatile appartenente alla categoria dei solfossidi a 2 atomi di carbonio. La struttura è caratterizzata da un atomo di zolfo con due sostituenti metilici. Gli atomi di idrogeno metilici del DMSO presentano un debole carattere acido (pKa= 35) a causa dell'effetto stabilizzante degli anioni del gruppo solfossido.
Sebbene nella sua forma pura sia effettivamente privo di odore, campioni impuri possono odorare di zolfo, aglio od ostriche. A temperatura ambiente risulta particolarmente igroscopico. I suoi vapori sono più pesanti dell'aria. Al di sopra di 87°C possono formarsi miscele esplosive di vapore/aria.
Si decompone per riscaldamento e per combustione producendo fumi irritanti o tossici e ossidi di zolfo.
| N. di atomi pesanti                  | 4             |
| N. di accettori di legami a idrogeno | 2             |
| Massa monoisotopica                  | 78,01393598 u |
| Superficie polare                    | 36,3 Å²       |
| Energia di ionizzazione              | 9,01 eV       |
| Momento dipolare                     | 3,96 debye    |

| Gravità specifica                     | 1,1                             |
| Gravità specifica del vapore          | 2,7                             |
| Gravità specifica miscele vapore/aria | 1                               |
| Tensione di vapore                    | 59,4 Pa a 20°C                  |
| Viscosità                             | 1,95 mm²/s a 20°C               |
| Costante della legge di Henry         | 1,031 x 10-8 atm m3/mol a 25 °C |
| Potere calorifico                     | - 6.050 cal/g                   |
| Entalpia di vaporizzazione            | 47,3 kJ/mol a 70°C              |
| Entalpia di soluzione                 | - 54 cal/g                      |

Il DMSO è un solvente aprotico, miscibile con una vasta gamma di solventi, fra cui alcoli, eteri, chetoni, clorurati e aromatici. È inoltre miscibile in tutte le proporzioni con l'acqua.

## Abbondanza e disponibilità
Si trova naturalmente nelle acque sotterranee, nei cereali, nelle verdure e in molti altri alimenti. Il composto è naturalmente prodotto da: M. zapota, B. alba, E.coli e Verrucosispora spp.
Il DMSO viene prodotto e rilasciato nell'acqua di mare dal fitoplancton, così come il dimetilsolfuro. Si stima che il dimetilsolfuro costituisca il 90% del flusso di zolfo ridotto dall'oceano all'atmosfera e venga successivamente ossidato a dimetilsolfossido, quindi a biossido di zolfo e solfato, come parte del ciclo globale dello zolfo atmosferico.

## Sintesi
Il DMSO è ottenuto:
- come sottoprodotto della lavorazione della carta,[5]
- ossidazione catalitica del dimetilsolfuro con ossigeno,
- ossidazione del dimentilsolfuro con biossido di azoto,[20]
- ossidazione del dimetilsolfuro con tetrossido di azoto in condizioni anidre[21]

## Reattività e caratteristiche chimiche
Reagisce violentemente con gli ossidanti forti quali perclorati, gli acidi forti e le basi forti. Questo genera rischio di incendio e di esplosione.
Produce una reazione violenta o esplosiva con molti alogenuri acilici, arilici e non metallici (es. cloruro di acetile, cloruro di benzensulfonile, actanilide bromobenzolica, cloruro cianurico, pentafluoruro di iodio, Mg(ClO4)2, CH3Br, NiO4, cloruro di ossalile, P2O3, tricloruro di fosforo, cloruro di fosforile, fluoruro d'argento, difluoruro d'argento, idruro di sodio, dicloruro di zolfo, dicloruro di dizolfo, cloruro di solforile, tetraclorosilano e cloruro di tionile).
Produce una reazione violenta o esplosiva con composti del boro (es. borano), 4(4'-bromobenzoil)acetanilide, diisotiocianato di carbonile, tetrossido di diazoto, esaclorocicloprifosfazina, rame + acido tricloroacetico, alcossidi metallici (es. terzbutossido di potassio, isopropossido di sodio), anidride trifluoroacetica.
Il composto risulta incompatibile con perclorato di magnesio, ossosali metallici, acido perclorico e acido periodico. Forma miscele altamente esplosive con sali metallici di ossoacidi (es. perclorato di alluminio, perclorato di sodio e nitrato ferrico (III)). È usato come solvente in chimica organica, in particolare è indicato per alchilazioni SN2. Per esempio nell'alchilazione dell'indolo o dei fenoli con alte rese utilizzando il idrossido di potassio (KOH) come base.
Il DMSO reagisce con lo ioduro di metile per formare uno ione sulfoxonio, che a sua volta può reagire con idruro di sodio per formare iluro di zolfo.

### Spettri analitici
- 1D NMR[13]
- 1H NMR[23]
- 13C NMR[13]
- 17O NMR[24]
- GC-MS[23]
- MS-MS[23]
- LC-MS[25]
- UV[26]
- IR[13]
- FTIR[27]
- ATR-IR[28]
- IR in fase di vapore[29]
- Raman[13]

| Standard apolare      | 782, 786.6, 777, 780, 784, 790, 781.4, 772, 787                                                                                      |
| Semi-standard apolare | 820.1, 820.5, 829.2, 827 |
| Standard polare       | 1560, 1563, 1621.3, 1582.3, 1569, 1569.1, 1584, 1603, 1576, 1549, 1553, 1550, 1579, 1596, 1554, 1573.8, 1572.9, 1595, 1574.6, 1574.1 |

## Farmacologia e tossicologia

### Farmacocientica
Facilmente e rapidamente assorbito dopo somministrazione attraverso tutte le vie e distribuito in tutto il corpo. Il DMSO viene metabolizzato nell'uomo per ossidazione a dimetilsolfone (MSM) o per riduzione a dimetilsolfuro. Il DMSO non metabolizzato ha un'emivita di 12-15 ore. Il DMSO e l'MSM vengono escreti nelle urine e nelle feci.

### Effetti del composto e usi clinici
Viene prescritto nella soluzione topica di Diclofenac sodico, approvato negli Stati Uniti per il trattamento dei segni e dei sintomi dell'osteoartrite, e nella soluzione topica di idoxuridina, approvato in Europa per il trattamento dell'herpes zoster. È stato inoltre utilizzato come farmaco per il sollievo sintomatico della cistite interstiziale.
Il DMSO ha dimostrato attività antiossidante in determinati contesti biologici. Ad esempio, si ritiene che l'effetto protettivo cardiovascolare del DMSO nei ratti con carenza di rame avvenga attraverso un meccanismo antiossidante. Si pensa inoltre che la sua possibile attività antinfiammatoria sia dovuta all'azione antiossidante.
Al pari della dimetilformammide e della esametilen-bis-acetammide, il DMSO è un agente induttore del differenziamento cellulare. Molte linee di cellule embrionali e/o tumorali trattate DMSO nel medium di coltura vengono indotte alla maturazione e all'assunzione di un fenotipo morfologico più "maturo". Il reale meccanismo con cui ciò accade, tenendo conto dell'estrema semplicità della sua molecola, non è stato ancora capito del tutto. 
Inizialmente sono stati speculati due meccanismi al riguardo:
- come la N-idrossiurea, potrebbe interferire con i processi di acetilazione degli istoni;

- interagendo con le membrane cellulari potrebbe favorire l'entrata i ioni calcio e attivare la produzione di ceramide, il secondo messaggero derivato dall'idrolisi della sfingomielina per opera della sfingomielinasi. La ceramide, a sua volta, controllerebbe il fenomeno del differenziamento.

Studi più approfonditi hanno evidenziato che il DMSO, per operare il fenomeno del differenziamento mette in moto un complesso fenomeno di cascate biochimiche e di trasduzione del segnale. Una delle tappe finali è quella di antagonizzare il proto-oncogene c-Myc tramite il suo partner TRRAP e ridurre i livelli cellulari dell'enzima telomerasi noto per intervenire nel processo di cancerogenesi ed invecchiamento. Tramite la repressione di questa proteina, la longevità cellulare viene drammaticamente accorciata e la cellula viene forzata ad assumere un fenotipo metabolico e funzionale maturi.
Trova impiego anche in medicina veterinaria.

### Tossicologia
L'esposizione cutanea al DMSO provoca reazioni cutanee, eritema e prurito, che si manifestano immediatamente dopo il contatto con la sostanza non diluita. Soluzioni al 70% sono solitamente tollerate senza sintomi. Tuttavia, in individui molto sensibili, si sono osservate reazioni anche dopo il contatto con soluzioni al 10%.
Negli esseri umani, l'applicazione topica e intradermica del DMSO ha prodotto alito all'aglio, degranulazione dei mastociti, aumento dei leucociti polimorfonucleati ed eosinofili perivascolari, prurito e reazioni istaminiche e non istaminiche con orticaria e flare eritematoso. Due gocce di DMSO >50% nell'occhio provocano una sensazione di bruciore temporanea e vasodilatazione, mentre  concentrazioni <50% non hanno avuto effetti. È stato descritto un caso di solfoemoglobinemia dopo esposizione dermica al DMSO.
Si tratta di un eccellente solvente in grado di trasportare soluti tossici attraverso la pelle. Alte concentrazioni di vapore possono causare mal di testa, vertigini e sedazione. Il limite di esposizione occupazionale (MAK) è pari a 160 mg/m3. In caso di ingestione accidentale per via orale, devono essere adottate misure specifiche per indurre l'emesi. Ulteriori misure che possono essere considerate includono la lavanda gastrica, il carbone attivo e la diuresi forzata.
| Organismo | Test | Somministrazione | Dose          |
| --------- | ---- | ---------------- | ------------- |
| Donna     | TDLO | cutanea          | 1.800 mg/kg   |
| Uomo      | TDLO | i.v.             | 606 mg/kg     |
| Ratto     | DL50 | orale            | 17,9 mL/kg    |
| Ratto     | DL50 | cutanea          | 40 gm/kg      |
| Ratto     | DL50 | sc               | 12.000 mg/kg  |
| Ratto     | DL50 | i.v.             | 5.360 mg/kg   |
| Ratto     | DL50 | i.p.             | 8.200 mg/kg   |
| Topo      | DL50 | orale            | 7920 mg/kg    |
| Topo      | DL50 | cutanea          | 50 gm/kg      |
| Topo      | DL50 | i.p.             | 2.500 mg/kg   |
| Topo      | DL50 | sc.              | 14 gm/kg      |
| Topo      | DL50 | i.v.             | 3.100 mg/kg   |
| Cane      | DL50 | orale            | > 10 gm/kg    |
| Cane      | DL50 | i.v.             | 2.500 mg/kg   |
| Gatto     | LDLO | i.v.             | 200 mg/kg     |
| Cavia     | LDLO | orale            | > 11 gm/kg    |
| Cavia     | LDLO | i.p.             | > 5.500 mg/kg |
| Uccello   | DL50 | orale            | 100 mg/kg     |
| Pollo     | DL50 | orale            | 12 gm/kg      |

| Organismo      | Test | Condizioni/Somministrazione | Concentrazione |
| -------------- | ---- | --------------------------- | -------------- |
| P. promelas    | LC50 | statiche                    | 34 g/L, 96 h   |
| S. fontinalis  | LC50 | statiche                    | 54 g/L, 24 h   |
| S. namaycush   | LC50 | statiche                    | 47,8 g/L, 24 h |
| O. mykiss      | LC50 | statiche                    | 53 g/L, 24 h   |
| A. phoeniceus  | R50  | orale                       | > 1 %          |
| S. vulgaris    | LC50 | orale                       | > 100 mg/kg    |
| O. tshawytscha | DL50 | i.p.                        | 12 g/kg        |
| O. nerka       | DL50 | i.p.                        | 13 g/kg        |
| O. kisutch     | DL50 | i.p.                        | 16 g/kg        |
| O. mykiss      | DL50 | i.p.                        | 17 g/kg        |

## Applicazioni
Il DMSO viene utilizzato:
- come solvente industriale,
- come antigelo,
- come fluido idraulico (miscelato con acqua),[4]
- come agente alchilante,
- come agente di contrasto per la risonanza magnetica,[5]
- come aromatizzante,[47][48]
- nell'industria elettronica,[13]
- nei profumi,
- nei rossetti,[49]
- nei detergenti industriali
- nella produzione di semiconduttori[6]
- come pesticida[13]
- nella rimozione delle vernici da legno e da metallo
- in criobiologia, come agente di crioprotezione (componente principale delle miscele di crioprotezione vetrificanti con cui si conservano organi e tessuti)[13]

### Medicina
Utilizzato per lo stoccaggio a lungo termine di cellule umane o animali, non trasformate o tumorali e delle cellule staminali embrionali, nello specifico viene utilizzato nel congelamento con siero o addizionato al medium di coltura (2-5% in volume).

## Impatto ambientale
DMSO fa parte del ciclo globale dello zolfo atmosferico ed è prodotto quando il dimetilsolfuro viene fotoossidato. È stato isolato da molte piante, è un componente comune delle acque naturali e si trova nell'acqua di mare nella zona di penetrazione della luce, dove potrebbe rappresentare un prodotto del metabolismo delle alghe.
Se rilasciato nell'aria, una pressione di vapore di 0,60 mm Hg a 25 °C indica che il DMSO esiste esclusivamente come vapore. Il DMSO in fase vapore viene degradato nell'atmosfera attraverso reazioni con radicali idrossilici prodotti fotochimicamente. La vita media di questa reazione nell'aria è stimata in 4,3 ore. Il DMSO in fase vapore viene degradato anche nell'atmosfera notturna attraverso reazioni con radicali nitrato. La vita media di questa reazione nell'aria è stimata in 1,4 ore. Il DMSO non assorbe luce a lunghezze d'onda superiori a 290 nm e, pertanto, non è previsto che sia soggetto a fotolisi diretta dalla luce solare. Il DMSO è stato rilevato nell'acqua piovana, indicando che potrebbe essere rimosso dall'aria attraverso deposizione umida.
Se rilasciato nel suolo, il DMSO dovrebbe avere una mobilità molto elevata, basata su un valore stimato di Koc pari a 2. La volatilizzazione dalle superfici di suolo umido non è prevista come un processo importante, basata sulla costante della legge di Henry. Il DMSO dovrebbe lentamente volatilizzare dalle superfici di suolo asciutto, in base alla sua pressione di vapore. I test di screening sulla biodegradazione disponibili hanno risultati contrastanti, ma considerando i dati disponibili e un approccio basato sulle evidenze, il DMSO è previsto come biodegradabile in modo intrinseco nel suolo e nell'acqua.
Se rilasciato nell'acqua, il DMSO non dovrebbe adsorbirsi ai solidi sospesi e ai sedimenti, basato sul valore di Koc. La volatilizzazione dalle superfici dell'acqua non è prevista come un processo importante, basato sulla costante di Henry di questo composto. Un fattore sperimentale di bioconcentrazione (BCF) inferiore a 4 suggerisce che la bioconcentrazione negli organismi acquatici è bassa. Il DMSO è stabile all'idrolisi in acqua.